# Ценосарк
Ценосарк — общее тело колонии полипов стрекающих. Включает в себя общую пищеварительную и нервную системы колонии и, таким образом, обеспечивает её интеграцию.

## Морфология
Ценосарк обладает таким же двухслойным строением, как и зооиды колонии и одиночные полипы. Он состоит из двух эпителиев (эпидермиса и гастродермиса) и расположенной между ними мезоглеи — соединительнотканной базальной пластинки.

### Ценосарк гидроидных полипов
Ценосарк ветвящихся колоний гидроидных покрыт хитиновой кутикулой (перисарком). В нём располагается ветвящаяся вместе с телом колонии пищеварительная система, соединённая с пищеварительными полостями всех зооидов. Она обладает собственной мускулатурой и способна к перистальтическим сокращениям. Функция этой системы — распределение питательных веществ по колонии. Показано, что токи в пищеварительной системе организованы таким образом, что в первую очередь снабжают пищей те зооиды, которые не способны самостоятельно питаться: развивающиеся гидранты (трофические зооиды) и гоностили (зооиды, на которых развиваются почки медузоидного поколения).

### Ценосарк коралловых полипов
Ценосарк коралловых полипов — мягкие ткани, покрывающие общий известковый скелет колонии — цененхиму.
В отличие от ценосарка гидроидных, представляющего собой трубчатую структуру, у коралловых полипов он составлен двумя пластинками: наружной (оральной) и внутренней (аборальной). Первая окружает рот, вторая образует подошву, обе состоят из эпидермиса, мезоглеи и гастродермиса. Между этими пластинками находится пищеварительная полость, выстланная гастродермисом и сообщающаяся с пищеварительными полостями зооидов. Эта полость может быть перегородками поделена на каналы. У некоторых представителей ценосарк пронизан каналами, образованными аборальной пластинкой, известковый скелет колонии (так называемая пористая цененхима).